# جيفري لويس (ملحن)
جيفري لويس (بالإنجليزية: Jeffrey Lewis)‏ هو ملحن بريطاني، ولد في 28 نوفمبر 1942.